# Solfjäderspalmssläktet
Solfjäderspalmssläktet (Livistona) är ett släkte inom familjen palmer som förekommer i tropiska Asien och Australien.
Några arter förekommer i de närmast intill liggande subtropiska områdena. De är höga eller medelhöga träd med stor, kraftig krona av tämligen djupt inskurna, solfjäderformiga blad. 
Latania borbonica och Latania australis är populära krukväxtepalmer, och i södra Europa förekommer båda arterna som trädgårdsväxter.